# Kościół św. Józefa Rzemieślnika w Międzyborzu
Kościół św. Józefa Rzemieślnika w Międzyborzu – rzymskokatolicki kościół parafialny w mieście Międzybórz, w województwie dolnośląskim. Mieści się przy ulicy Kościelnej.
Jest to budowla neogotycka wybudowana w latach 1893–1894 przez komisarza biskupiego ks. Aleksandra Zajadacza. Budowniczym był Gläsner z Twardogóry. Konsekrowana 19 czerwca 1894 przez biskupa Hermanna Gleicha. Jest to kościół jednonawowy. Świątynia posiada wieżę, ambonę z XIX wieku, rzeźby czterech ewangelistów oraz zabytkowe przedmioty kultu religijnego.

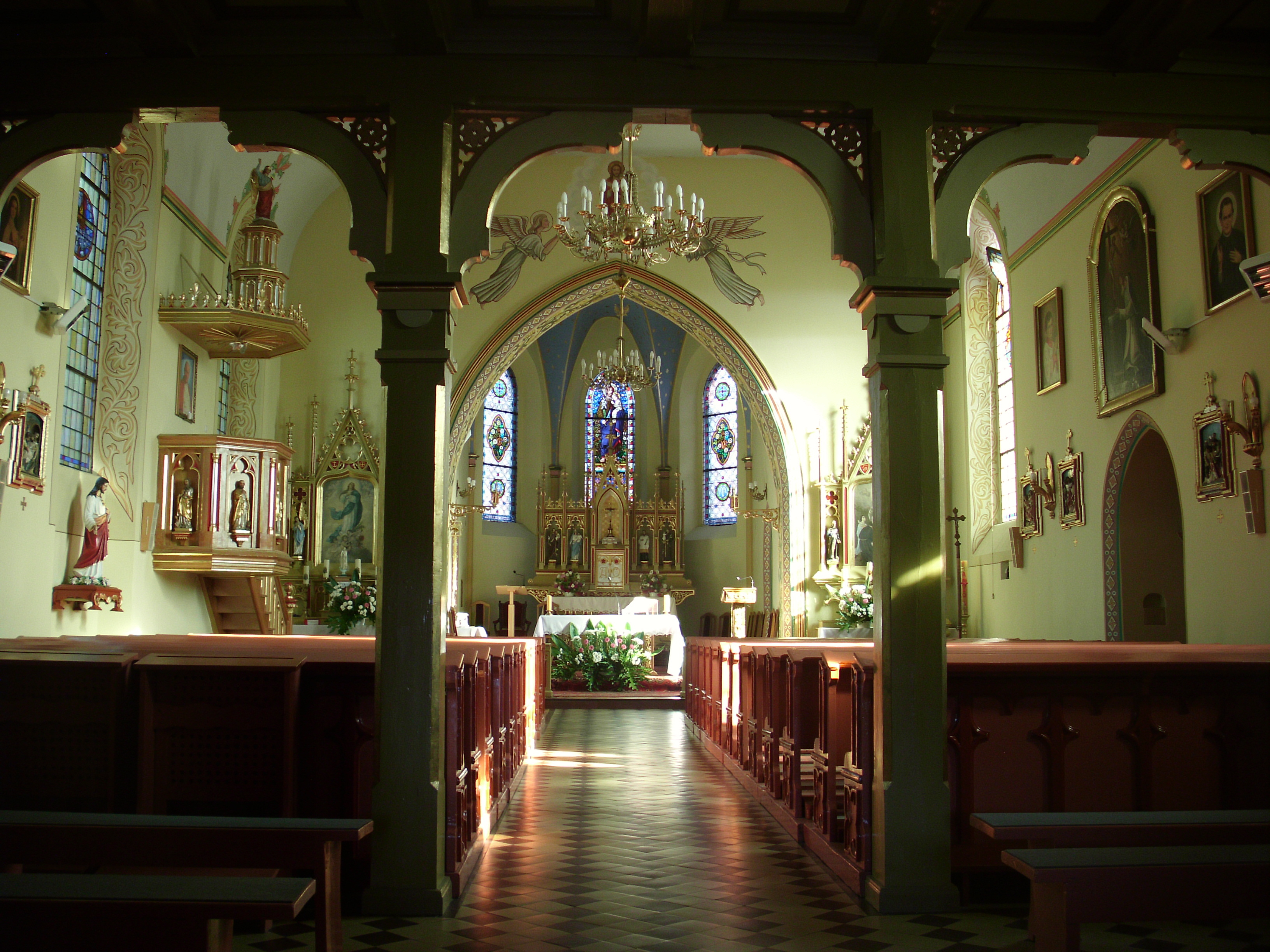
Wnętrze świątyni

Od 1950 świątynią opiekują się Salezjanie.
Kościół wpisany został do rejestru zabytków KOBiDZ pod numerem A/1342/650/A w dniu 11 maja 1992 roku.
Parafia należy do dekanatu Twardogóra i należy do rzymskokatolickiej diecezji kaliskiej.